# Felaga
Felaga est un réservoir qui se trouve dans le woreda d’Atsbi Wenberta au Tigré en Éthiopie. Le barrage a été construit en 1996 par le Bureau tigréen de l’Agriculture.

## Caractéristiques du barrage
- Hauteur : 11,9 mètres
- Longueur de la crête : 115 mètres
- Largeur du déversoir : 15 mètres

## Capacité
- Capacité d’origine : 900 000 m3
- Tranche non-vidangeable : 115 000 m3
- Superficie : 21,53 ha

## Irrigation
- Périmètre irrigué planifié : 75 ha
- Aire irriguée réellement en 2002 : 40 ha

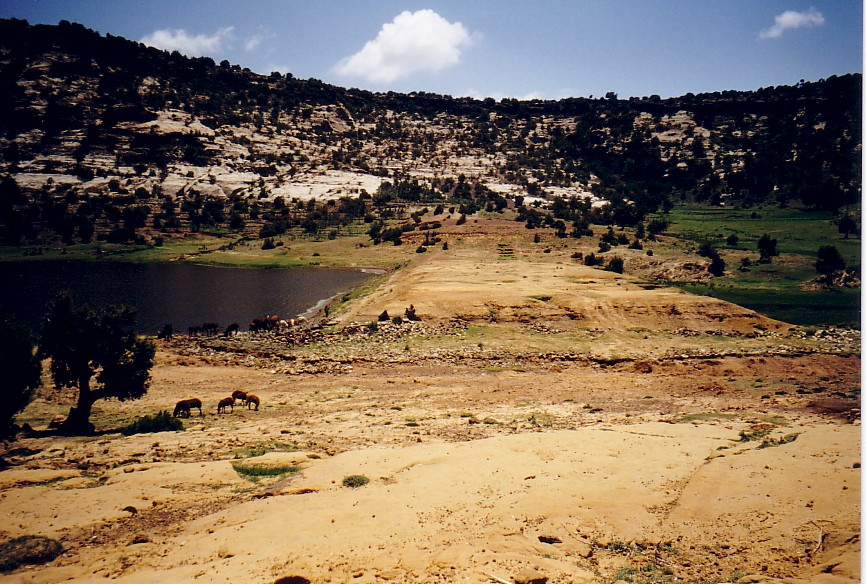

## Environnement
Le bassin versant du réservoir a une superficie de 8,16 km2. Le réservoir subit une sédimentation rapide,. La lithologie du bassin est composée de Grès d’Enticho et roche précambrienne. Une partie des eaux du réservoir est perdue par percolation ; un effet secondaire et positif est que ces eaux contribuent à la recharge des aquifères.